# Elma Center
Elma Center és una concentració de població designada pel cens dels Estats Units a l'estat de Nova York. Segons el cens del 2000 tenia 2.491 habitants.

## Demografia
Segons el cens del 2000, Elma Center tenia 2.491 habitants, 967 habitatges, i 731 famílies. La densitat de població era de 154,1 habitants per km².
Dels 967 habitatges en un 27,4% hi vivien nens de menys de 18 anys, en un 69,2% hi vivien parelles casades, en un 4,4% dones solteres, i en un 24,4% no eren unitats familiars. En el 21,7% dels habitatges hi vivien persones soles l'11,8% de les quals corresponia a persones de 65 anys o més que vivien soles. El nombre mitjà de persones vivint en cada habitatge era de 2,58 i el nombre mitjà de persones que vivien en cada família era de 3,01.
Per edats la població es repartia de la següent manera: un 22% tenia menys de 18 anys, un 5,3% entre 18 i 24, un 24,6% entre 25 i 44, un 29,1% de 45 a 60 i un 19,1% 65 anys o més.
L'edat mediana era de 44 anys. Per cada 100 dones de 18 o més anys hi havia 93,5 homes.
La renda mediana per habitatge era de 54.010 $ i la renda mediana per família de 61.500 $. Els homes tenien una renda mediana de 42.071 $ mentre que les dones 30.037 $. La renda per capita de la població era de 25.877 $. Entorn del 2,1% de les famílies i el 3,4% de la població estaven per davall del llindar de pobresa.